# Mario Berrino
Mario Berrino, född 22 september 1920 i Alassio, död 3 augusti 2011 i Alassio,  var en italiensk målare.